# Garrigues (Tarn)
Garrigues è un comune francese di 301 abitanti situato nel dipartimento del Tarn nella regione dell'Occitania.

## Società

### Evoluzione demografica
Abitanti censiti